# Cryoturris
Cryoturris là một chi ốc biển, là động vật thân mềm chân bụng sống ở biển trong họ Conidae, họ ốc cối.

## Các loài
Các loài thuộc chi Cryoturris bao gồm:
- Cryoturris adamsii (E. A. Smith, 1884)[2]
- Cryoturris cerinella (Dall, 1889)[3]
- Cryoturris citronella (Dall, 1886)[4]
- Cryoturris fargoi McGinty, 1955[5]
- Cryoturris filifera (Dall, 1881)[6]
- Cryoturris quadrilineata (C. B. Adams, 1850)[7]
- Cryoturris trilineata (Adams C. B., 1845)[8]
- Cryoturris vincula (Usticke, 1969)[9]